# Ida Blom
Ida Clara Bonnevie (Gentofte, 20 januari 1931 - Bergen, 26 november 2016), door huwelijk bekend als Ida Blom, was een Noorse historicus.
Ze studeerde in 1961 af aan de Universiteit van Bergen en promoveerde daar in 1972, toen ze werkte als onderzoeksassistente. Ze was van 1985 tot aan haar emeritaat in 2001 hoogleraar in de vrouwengeschiedenis aan de universiteit van Bergen.
Ze was lid van de Noorse Academie voor Wetenschappen en Letteren. Voor het boek Cappelens kvinnehistorie werd aan haar en haar medeauteurs in 1992 de Brage-prijs toegekend in de toenmalige categorie 'Algemene literatuur'. Ze ontving de Gina Krog-prijs van de Noorse Vereniging voor de rechten van de vrouw in 2009.
Ze was familie van de biologe Kristine Bonnevie (1872-1948), de eerste vrouwelijke hoogleraar in Noorwegen. 

## Geselecteerde bibliografie
- Nasjonal reisning: pressgruppepolitikk i Grønlandsspørsmålet 1921-31, 1972
- Kjønnsroller og likestilling, 1983
- "Den haarde dyst": Fødsler og fødselshjelp gjennom 150 år, 1988
- Det er forskjell på folk - nå som før, 1994
- Cappelens kvinnehistorie (ed.), 1992 (Brage-prijs 1992)